# Cuando tú vas
«Cuando tú vas» es el segundo sencillo de la cantante Chenoa extraído de su primer disco homónimo llamado Chenoa, compuesto por el autor y productor William Luque. Esta canción es en España el tema con más éxito de Chenoa y es como ella lo ha catalogado "su talismán". El sencillo alcanzó rápidamente el #1 en España y se mantuvo varias semanas ahí generando un boom que fue uno de los principales motivos por los cuales Chenoa se situó como una de las cantantes que más vendió en España en el 2002 con medio millón de copias aproximadamente. El éxito del tema proviene de su letra pegadiza y a la vez realista, su música latina y altamente bailable e inclusive la fuerte promoción que le dio la cantante a pesar de realizar a la vez largas giras de conciertos.

## Videoclip
El videoclip muestra a Chenoa cantando para un público con una gran soltura y una coreografía elegante y la vez sencilla. El videoclip fue rodado en Barcelona y a pesar de colgarse 5 años después del boom ya cuenta con más de ocho millones de visitas en el canal de vídeos YouTube.

## Repercusión sencillo
| Canción       | Pos.España |
| Cuando tú vas | #1         |
| ------------- | ---------- |